# Koenraad I van Raabs
Koenraad I van Raabs (overleden rond 1143) was van 1105 tot 1143 de eerste burggraaf van Neurenberg. Van 1105 tot 1137 regeerde hij samen met zijn broer Godfried II, daarna apart. Hij behoorde tot het huis Raabs.

## Levensloop
Koenraad I samen uit het huis Raabs, een edelvrije familie. Hij was de zoon van Godfried I van Gosham en de kleinzoon van Ulrich van Gosham, de stamvader van het huis Raabs, die het gebied ten noorden van Melk bestuurde terwijl het huis Babenberg over het markgraafschap Oostenrijk regeerde.
In 1105 werd de stad Neurenberg verwikkeld in het conflict tussen keizer Hendrik IV en diens zoon Hendrik V. Hierbij werd de stad en het plaatselijke kasteel grotendeels verwoest. Om het kasteel en de stad in de toekomst te beschermen, benoemde keizer Hendrik V Koenraad I en zijn oudere broer Godfried II tot burggraven van Neurenberg.
In de volgende jaren probeerde Koenraad I het burggraafschap Neurenberg uit te breiden ten westen van Neurenberg. Dit bracht hem in conflict met de bisschoppen van Bamberg en in Bamberg werd hij in een document verweten een tiran te zijn. 
Nadat zijn broer Godfried II in 1137 overleed, werd Koenraad I de enige burggraaf van Neurenberg. Nadat hij in 1143 op zijn beurt stierf, werd zijn neef Godfried III burggraaf en na diens dood in 1160 werd Koenraads enige zoon Koenraad II burggraaf van Neurenberg.